# Vittore Raccanelli
Vittore Raccanelli (Venezia, 4 luglio 1904 – Mar Tirreno, 1º aprile 1942) è stato un ufficiale italiano, sommergibilista della Regia Marina deceduto durante la seconda guerra mondiale, ricordato per il suo comando dei regi sommergibili Enrico Tazzoli e Reginaldo Giuliani; fu poi comandante in seconda dell'incrociatore leggero Giovanni dalle Bande Nere, su cui morì nel grado di capitano di fregata.

## Biografia
Nacque a Venezia il 4 luglio 1904, figlio di Silvio e Lucia Furlan. Arruolatosi nella Regia Marina frequentò la Regia Accademia Navale di Livorno conseguendo la nomina di guardiamarina in spe il 4 dicembre 1924.
Proseguì la carriera con incarichi d'imbarco o a terra venendo promosso tenente di vascello il 1º luglio 1929.
Quindi prese imbarco sull'esploratore Leone nel 1930, sulla nave appoggio sommergibile Antonio Pacinotti, quale ufficiale E nel 1931.
Perfezionò il brevetto di idoneità al servizio elettrico e radiotelegrafico a bordo (qualifica E) presso la Regia Accademia navale di Livorno nel 1932. Passò quindi sulla corazzata Andrea Doria nel 1933 e a Mogadiscio, quale aiutante bandiera del comandante del locale comando marina nel 1934.
Eseguì il tirocinio per ufficiali in seconda sul sommergibile Balilla dal 5 novembre 1935.
Divenuto comandante del sommergibile Galatea, con la sua unità partecipò clandestinamente alla guerra di Spagna, eseguendo una singola missione, dal 22 agosto al 5 settembre 1937; nel corso di tale missione cercò di silurare più volte diversi mercantili al largo di Tarragona, senza risultati.. Conseguì nel frattempo la promozione a capitano di corvetta, il 12 agosto 1937.
Assunse il comando del sommergibile Enrico Tazzoli sin dal principio della guerra. Si trasferì col battello nella base atlantica di Bordeaux (Betasom) sin dall'autunno 1940, partendo da la Spezia il 2 ottobre. Il 12 seguente al largo di Capo San Vincenzo affonda il piroscafo iugoslavo Orao (5135 t.), al servizio degli inglesi. Il Tazzoli entrò a Bordeaux il 24 ed iniziò subito un turno di lavori. Il 5 dicembre, promosso capitano di fregata, cede il comando del Tazzoli al capitano di corvetta Carlo Fecia di Cossato, su cui diventerà un famosissimo asso, e passò al comando del sommergibile Reginaldo Giuliani, trasferito ed impegnato a Gotenafen (attuale Gdynia) in Polonia, per l'addestramento del personale italiano sui nuovi metodi di guerra al traffico oceanico.
Nell'aprile 1941, promosso capitano di fregata, venne assegnato quale comandante in seconda dell'incrociatore leggero Giovanni dalle Bande Nere, sul quale parteciperà intensamente alle attività di squadra e di scorta ai convogli nel periodo 1941-1942, tra i più intensi di tutta la guerra.
Prese parte anche alla seconda battaglia della Sirte, avvenuta il 22 marzo 1942, nel cui scontro il Bande Nere colpì con un suo proietto da 152 mm l'incrociatore inglese Cleopatra, unità di bandiera dell'ammiraglio Philip Vian, e per le forti avarie riportate dalle proibitive condizioni di mare in tempesta, l'incrociatore italiano riparò al termine della battaglia per le prime riparazioni nel porto di Messina.
Dovendo però eseguire ben più estesi interventi di riparazione il Bande Nere partì, sotto scorta, il 1º aprile, alle ore 9,00 per La Spezia. Ma non vi arrivò mai perché all'altezza dell'isola di Stromboli, nel Basso Tirreno affondò colpito da due siluri lanciati dal sommergibile inglese Urge. La nave, spezzata in due, s'inabissò subito e permise il salvataggio di meno della metà degli uomini. Tra i caduti vi fu anche il capitano di fregata Raccanelli.

### Esplicative
1. ↑  Come scorta gli vennero assegnati il cacciatorpediniere Aviere e la torpediniera Libra.

### Bibliografiche
1. ↑  Museo della Cantieristica Archiviato il 4 marzo 2016 in Internet Archive..